# عين الزيتون (فلسطين)
عين الزيتون  كانت قرية فلسطينية تبعد عن مدينة صفد ميلاً واحداً وميلاً عن مستعمرة عين زيتيم المجاورة. وتعد ضاحية لصفد لقربها منها. نشأت في أحد الأودية المنحدرة من جبال الجليل الأعلى.

## مساحة القرية
مساحتها 35 دونماً تضم 137 بيتاً. وقد امتدت عمرانياً قبل تدمير اليهود لها متجهة نحو صفد، وزاد حجمها لأهمية موقعها، ولجودة أراضيها الزراعية. تبلغ مساحة الأراضي التابعة لها نحو 1.100 دونم، منها 46 دونماً للطرق والأودية. وتستغل معظم هذه الأراضي في زراعة الأشجار المثمرة كالزيتون والعنب. وتعتمد الزراعة على الأمطار التي تهطل بكميات كافية. أما مصادر المياه الأخرى فهي قليلة.

## عدد السكان
نما عدد سكان هذه القرية من 386 نسمة عام 1922 إلى 567 نسمة عام 1931، وإلى 820 نسمة عام 1945.

## احتلال القرية
كان من بين السكان 50 إلى 60 شاباً مسلحاً، وكان مجموع أسلحتهم لا يتعدى رشاشاً أو اثنين وحوالي 40-50 بندقية لكل منها 25 إلى 35 طلقة. قامت عصابات الهاغاناه الإرهابية الصهيونية في 1 مايو 1948 في إطار عملية يفتاح (الخطة د) وبعد أن تسلمت من البريطانيين معسكري روش بينا وفيلون، باحتلال قريتي عين الزيتون وبيريا المجاورة لها، وبذلك أمنت لها طريقاً يصلها بالحي اليهودي في صفد عن طريق الجبال حيث بدأ الجنود والأسلحة بالتدفق على صفد بينما عزلت صفد العربية عن القرى الواقعة شمالها وشمالها الغربي. وقد أبقت الهاغانا منفذاً واحداً لصفد هو طريق وادي الطواحين لتهجير سكانها عبره وهو ما يمثل عنصراً ثابتاً في عمليات الخطة د في كافة المناطق.
وفي يوم الثاني من مايو، قصفت هاونات البلماح، وهي الجناح العسكري لمنظمة الهاغانا، دون تمييز قرى كفر برعم ومغر الخيط وقباعة شمال روش بينا (الجاعونة) لإرغام أهلها على الرحيل، والتمهيد لاحتلال صفد وتهجير سكانها. وأدى ذلك إلى إخلاء قرية عكبرة من الشيوخ والنساء والأطفال وتهجيرهم إلى قريتي الفراضية والسموعي ونشوء موجة نزوح فلسطينية، وقد تم هذا النزوح على إيقاع مجزرة عين الزيتون في 2 و3 و4 آيار، إذ أسرت الهاغانا 70 شاباً فلسطينياً وأمر موشيه كلمان قائد كتيبة البلماح اثنين من جنوده بربط أيديهم خلف ظهورهم وقتلهم في الوادي بين عين الزيتون وصفد على مرأى من سكان صفد الذين كانوا يراقبون تنفيذ المجزرة من رؤوس التلال القريبة، ثم تم مباشرة نسف بيوت القرية ومسحها عن وجه الأرض. فأضحت عين الزيتون الآن أثرا بعد عين وبنيت قريبا منها مستخربة صهيونية.
وتذكر الوثائق أن المجزرة شملت قريتي عين الزيتون وبيريا وأنها تمت في شكل حشد للشباب الأسرى في مسجد عين الزيتون ونسفه بمن فيه.

## القرية اليوم
لم يتبقى من القرية اليوم سوى أنقاضٍ حجرية للمنازل، وبئر وعين ماء، كما تكسوا أشجار الزيتون ونبات الصبار تلك المنطقة.

## وصلات خارجية
- عين الزيتون ترحب بكم
- عين الزيتون من مركز خليل السكاكيني الثقافي